# 伯要兀真
伯要兀真（?—?），元朝人物。大蒙古国薛禅汗忽必烈（元朝皇帝元世祖）的皇后（可敦、哈屯，汉译皇后）。
《史集》以伯要兀真为巴牙兀惕部孛剌黑臣的女儿，生下儿子镇南王脱欢。元朝的后妃只有两等，汉人称之为皇后与妃子。元世祖以后只有得到策宝的皇后才算正宫皇后，元世祖只有第二斡儿朵的察必皇后、南必皇后两位皇后，先后得到皇后册宝。
《元史》记载她是忽必烈的第四斡儿朵的皇后。没有生下子女。《新元史》记载她是许兀慎氏，功臣博尔忽之女。生子脱欢、爱牙赤。按《史集》爱牙赤的母亲是许慎真，才是博尔忽之女。《新元史》将二人当作同一人。